# Stanislas Dombeck
Stanislas Dombeck (Crisenoy, 26 settembre 1931 – Crisenoy, 18 settembre 2013) è stato un calciatore francese, di ruolo centrocampista.